# Ornebius scotops
Ornebius scotops är en insektsart som först beskrevs av Morgan Hebard 1928.  Ornebius scotops ingår i släktet Ornebius och familjen Mogoplistidae. Inga underarter finns listade i Catalogue of Life.